# Brutto
Brutto innebär före avdrag.
Ordet, som används inom handel vid definiering av penningvärden och av vikt, kommer från latinets brutus, vilket betyder rå som då har att göra med den oraffinerade varan eller produkten.
Motsatsen är netto som innebär efter avdrag.

## Exempel på bruttobelopp
- Bruttolön - lön före avdrag
- Bruttonationalprodukt
- Bruttovikt - en farkosts vikt inklusive last och bränsle eller en varas vikt inklusive emballage/tara.
- Bruttotonnage - ett fartygs inneslutna volym (storlek)